# Église Saint-Étienne de Bristol
L'église Saint-Étienne (anglais : St Stephen's Church) est une église paroissiale située sur l'avenue Saint-Étienne (anglais : St Stephen's Avenue) à Bristol. Il s'agit d'un monument classé par Historic England.

## Histoire
Elle a été construite au XIVe siècle à l'emplacement d'une église du XIe siècle puis reconstruite vers 1470. La tour et la fenêtre est ont été financées par le maire de Bristol, John Shipward. La claire-voie a été réparée après une tempête en 1703. L'allée et les fenêtres est ont été restaurées en 1873.
La tour mesure environ 18 pieds sur 20 pieds à sa base et s'élève à une hauteur totale de 152 pieds. Elle contenait à l'origine six cloches, mais elles ont été remplacées au fil des ans et leur nombre est passé à douze. La tour est typique des églises du Somerset, mais avec l'ajout d'une « couronne du Gloucestershire » de créneaux à arcades, de pinacles et d'arcades ajourées.
Le lutrin d'aigle en laiton du XVe siècle et le repose-épée en fer de William Edney d'environ 1710 ont été déplacés de l'église St Nicholas endommagée lors du Blitz de Bristol à St Stephen's.
En 1885, un jeune homme du nom de Ramsay MacDonald occupa le poste d'assistant de Mordaunt Crofton, un ecclésiastique de Bristol qui tentait d'établir une guilde des garçons et des jeunes hommes à l'église St Stephen. C'est à Bristol que Ramsay MacDonald a rejoint sa première organisation radicale, avant de s'installer à Londres au début de 1886. Plus tard, MacDonald est devenu le premier Premier ministre travailliste du Royaume-Uni.
Les St Stephen's Ringers sont un groupe de sonneurs continuellement actifs depuis 1574. Ils se réunissent chaque année au Red Lodge depuis 1920 pour leur dîner de cérémonie.